# محسن أرزاني
محسن أرزاني (من مواليد 23 سبتمبر 1984) هو لاعب كرة قدم إيراني يلعب حالياً في دوري المحترفين الإيراني. لعب أرزاني لإيران في بطولة كأس العالم تحت 17 سنة لكرة القدم 2007 في ترينيداد وتوباغو. كان عضوًا في منتخب إيران تحت 23 سنة لكرة القدم حيث شارك في دورة الألعاب الآسيوية 2006 في قطر.